# Eschershausen
Eschershausen ist eine Landstadt im Norden des Landkreises Holzminden in Niedersachsen, Deutschland und Mitgliedsgemeinde der Samtgemeinde Eschershausen-Stadtoldendorf. Nach dem dort geborenen Schriftsteller Wilhelm Raabe wird sie auch Raabestadt genannt.

## Geographie

### Lage
Die bis 480 m hohen waldreichen Mittelgebirgszüge Ith, Vogler, Hils, Homburgwald und Elfas umgeben Eschershausen, das somit inmitten des Weserberglands liegt.

### Stadtgliederung
Zur Stadt Eschershausen gehören folgende Ortsteile:
- Kernort Eschershausen
- Scharfoldendorf
- Wickensen

Im Stadtgebiet liegen außerdem Teile der Ortslage Ith.

### Nachbargemeinden
Das Gebiet der Stadt Eschershausen grenzt im Nordosten an die Gemeinde Holzen, im Osten an die gemeindefreien Gebiete Eschershausen und Eimen, im Südosten an die Gemeinde Lenne, im Süden an die Stadt Stadtoldendorf, im Südwesten an die Gemeinde Holenberg, im Westen an die Gemeinde Kirchbrak und im Nordwesten an die Gemeinde Lüerdissen. Davon gehören Holzen, Lüerdissen, Lenne und Stadtoldendorf zur Samtgemeinde Eschershausen-Stadtoldendorf, Holenberg zur Samtgemeinde Bevern und Kirchbrak zur Samtgemeinde Bodenwerder-Polle.
Eschershausen und alle angrenzenden Gemeinden gehören zum Landkreis Holzminden.

## Geschichte

### Vor- und Frühgeschichte
Die von der Lenne durchflossene Ithbörde mit ihren fruchtbaren Lössböden war bereits in der Jungsteinzeit besiedelt. Zeugnis davon geben die Funde in den Ithhöhlen bei Eschershausen, die der Einzelgrabkultur der Jungsteinzeit und der Aunjetitzer Kultur der frühen Bronzezeit zugeordnet werden.  Die Aunjetitzer Funde in der Rothesteinhöhle gehören zu den westlichsten Funden dieser Kultur.
Zur Zeitenwende lag die Eschershäuser Region im Stammesgebiet der Cherusker,  die im vierten Jahrhundert im Stammesverband der Sachsen aufgingen.
Die Ortsgründung an dieser Stelle ergab sich durch die fruchtbaren Talböden, die leichten Bewässerungsmöglichkeiten durch das Flüsschen Lenne, den Bächen Angerbach, Driebe und Salzbach, sowie den ergiebigen Trinkwasserquellen Herrenborn und Wehnborn. Womöglich hat auch das um rund 10 m höher gelegene Felsplateau, auf dem sich heute die St.-Martin-Kirche befindet, eine strategische Rolle gespielt.

### Mittelalter
Vermutungen zufolge wurde Eschershausen zur Zeit der Sachsenkriege im 8. Jahrhundert gegründet, als die Ortsnamensendungen -hausen/-husen, meist verbunden mit einem Personennamen, dominierten. Darauf weist auch die Eschershäuser Kirche, die Sankt Martin, dem Reichsheiligen der Franken, geweiht ist.
Der Ort entstand an der Kreuzung der Hellwege Köln/Höxter–Braunschweig und Hameln–Einbeck. Im Jahr 775 wird Karl der Große bei seinem Zug vom Brunsberg bei Höxter-Godelheim an die Oker den Ort berührt haben.
Die erste gesicherte Nennung Eschershausen gibt es zwischen 1015 und 1036 in der Vita Meinwerci als Assiereshusun.
Eschershausen war einziger Kirchort im Wikanafeld, einem Untergau des Gudingaus. Während Wikanafelde mit Eschershausen noch zum ostfälischen Teil des Stammesherzogtums Sachsen zählte, gehörte der westlich angrenzende Tilithigau bereits zu Engern, also dem mittleren Teil Altsachsens. Der Gudingau gehörte zur Diözese Hildesheim.
Um das Jahr 1100 warb Bischof Udo von Hildesheim holländische oder flämische Neusiedler an, um die unerschlossenen Waldgebiete im Weser- und Leinebergland bei Eschershausen zu besiedeln. Die Rechte dieser Siedler wurden im „Eschershäuser Vertrag“ festgeschrieben. Obwohl die Hägerkolonisation mit dem Hägerrecht erfolgreich war und sich in etwas anderer Form mit Hagenrecht vom Taunus bis nach Vorpommern ausbreitete, fielen fast alle der Hägerhufensiedlungen um Eschershausen wieder wüst. Heute gibt es mit Buchhagen nur einen bestehenden Hägerort in der Gegend um Eschershausen. Dieser Ort hat nicht mehr die ursprüngliche Hägerhufenflur. Das Dorf Heinrichshagen ist keine Hägerhufensiedlung. Sein Name geht wohl auf einen „Waldhagen“ zurück.
Mit dem Aussterben der Edelherren von Homburg im Jahr 1409 kam Eschershausen zum Fürstentum Braunschweig-Wolfenbüttel und gehörte damit seit 1500/1512 zum Niedersächsischen Reichskreis.

### Neuzeit
1535 wurde das für Eschershausen zuständige fürstliche Amt von der Homburg nach Wickensen verlegt, heute ein Ortsteil der Stadt. 1542 baute der braunschweigische Herzog Heinrich II. dort ein Amtshaus, teilweise aus Steinen der baufälligen Burg.
1736 stürzte die Südseite der alten Kirche während eines Gottesdienstes ein. Am ersten Pfingsttag 1746 wurde der Neubau als St.-Martin-Kirche geweiht.
1742 ließ der Herzog von Braunschweig über die Lenne eine steinerne Bogenbrücke bauen, die für eine sichere Überfahrt der Postwagen nur bei Hochwasser vorgesehen war.
1806 ging das Fürstentum Braunschweig-Wolfenbüttel beim Ende des Heiligen Römischen Reiches Deutscher Nation mit unter. Während der Franzosenzeit von 1807 bis 1813 war Eschershausen Hauptort des Kantons Eschershausen des Distrikts Einbeck im Departement der Leine des Königreichs Westphalen. 1814 kam es zum auf dem Wiener Kongress neu begründeten Herzogtum Braunschweig (ab 1922 Freistaat Braunschweig), bei dem es bis 1941 verblieb.
Die Postgeschichte von Eschershausen zeigt die Bedeutung des Ortes als Teil der Postroute Braunschweig–Holzminden auf; auch der heutige Ortsteil Wickensen war ein Posten der Postroute Braunschweig-Holzminden.
Im Jahr 1833 erhielt Eschershausen die Stadtrechte, als Herzog Wilhelm bestätigt, dass es seit langem (mindestens seit 1630) städtische Gerechtsame halte, und somit auch als Stadt gelten sollte. Damals hatte der Ort 1145 Einwohner. Um 1860 wurde im Hils eines der seltenen Naturasphalt-Vorkommen entdeckt. Durch den ausgelösten Asphalt-Boom wurden bis 1914 acht Asphaltfabriken gegründet, die Einwohnerzahl stieg bis zum Jahr 1910 auf 2039.
Bereits 1897 begann die Elektrifizierung in Eschershausen, als erste Häuser mit Strom aus der Scharfoldendorfer Wassermühle am Ruthebach versorgt wurden. 
1900 erhielt die Stadt im Zuge der Fertigstellung der Bahnstrecke Vorwohle–Emmerthal einen Bahnhof. Im gleichen Jahre wurde das Fernsprechnetz in der Stadt eingerichtet.
Im Zuge eines Gebietsaustausches zwischen den Freistaaten Braunschweig und Preußen kam Eschershausen als Teil des Landkreises Holzminden 1941 zur preußischen Provinz Hannover. Damit endete die über 500-jährige Zugehörigkeit zum Herzogtum, beziehungsweise Land, Braunschweig. 1946 wurde der Landkreis Holzminden erst Teil des neuen Freistaates Hannover, dann noch im selben Jahr Teil des neu gegründeten Landes Niedersachsen.
Im Zweiten Weltkrieg existierte in Holzen bei Eschershausen vom 14. September 1944 bis zum 3. April 1945 mit einer Belegstärke von bis zu 2000 Zwangsarbeitern das KZ-Außenlager Holzen als Außenlager des KZ Buchenwald (Deckname Stein). die Zwangsarbeiter wurden in den Untertage-Fertigungsstätten für Kriegsgerät im Hils eingesetzt. Anfang April 1945 wurden sie abtransportiert. Am Mittag des 7. April 1945 wurde Eschershausen von der amerikanischen 83. Infanteriedivision besetzt. Kriegsbedingte Zerstörungen gab es keine. Nach dem Ende des Krieges nahm Eschershausen 2077 Vertriebene auf, hauptsächlich Schlesier, die in vier Transporten im Jahr 1946 eintrafen. 1946 hatte sich daher die Einwohnerzahl auf 4337 verdoppelt, mehr als die Hälfte der Einwohner waren Flüchtlinge und Vertriebene.
1955 wurde Eschershausen nach schweren Unwettern von der Flutkatastrophe vom 27./28. August heimgesucht. Mehrere Häuser wurden zerstört.
1965 hatte Eschershausen ungefähr 4000 Einwohner und 1996 lebten 4260 Einwohner in der Stadt. 1971 erfolgte die Gründung der Samtgemeinde Eschershausen.
Am 1. Juli 1973 wurde das Amtsgericht Eschershausen aufgelöst und die Zuständigkeiten an das Amtsgericht der Kreisstadt Holzminden übertragen. Damit endete die Gerichtsbarkeit Eschershausen-Wickensen nach 438 Jahren.
Bis zum 1. Januar 2011 war Eschershausen Sitz der Samtgemeinde Eschershausen, die dann zur Samtgemeinde Eschershausen-Stadtoldendorf fusionierte.

### Ortsnamen
In der älteren Forschung sah man Astereshusen/Astiereshusen, datiert auf 891, aus den Traditiones Corbeienses als Ersterwähnung Eschershausens an. In der modernen Literatur werden diese nun auf ab 968 datierten Erwähnungen mit der Wüstung Osterhusen bei Mengeringhausen (heute Stadtteil von Bad Arolsen in Hessen) gleichgesetzt.
Erste Bezeichnungen des Ortes sind 1015–1036 Assiereshusun (Vita Meinwerci), um 1040 Aschereshuson oder Ascgereshuson (Vita Godehardi), 1062 Aschereshusen (Urkunde des Kaisers Heinrich IV.), 1134–1137 Eschereshusen (Kopialbuch des Klosters Amelungsborn), 1141 Eschereshusen (Urkunde des Bischofs Bernhard von Hildesheim), 1146 Eschershusen und 1179 Eschershusen (Urkunde des Bischofs Konrad von Hildesheim).
Das Grundwort lautet „-husen“. Das Bestimmungswort enthält „Askigēr,“ was nur vereinzelt belegt ist. Das Erstelement „aski“ bedeutet „Esche“, das Zweitelement „gairu“, also „Speer“. Im heimischen Platt war der Name Eschershiusen. Die Bewohner der Stadt heißen Eschershäuser.

### Eingemeindungen
Am 1. Januar 1973 wurde die Nachbargemeinde Scharfoldendorf eingegliedert. Am 1. Januar 1974 kam ein bewohnter Teil des gemeindefreien Gebietes Eschershausen mit damals etwa 100 Einwohnern hinzu.

## Religion

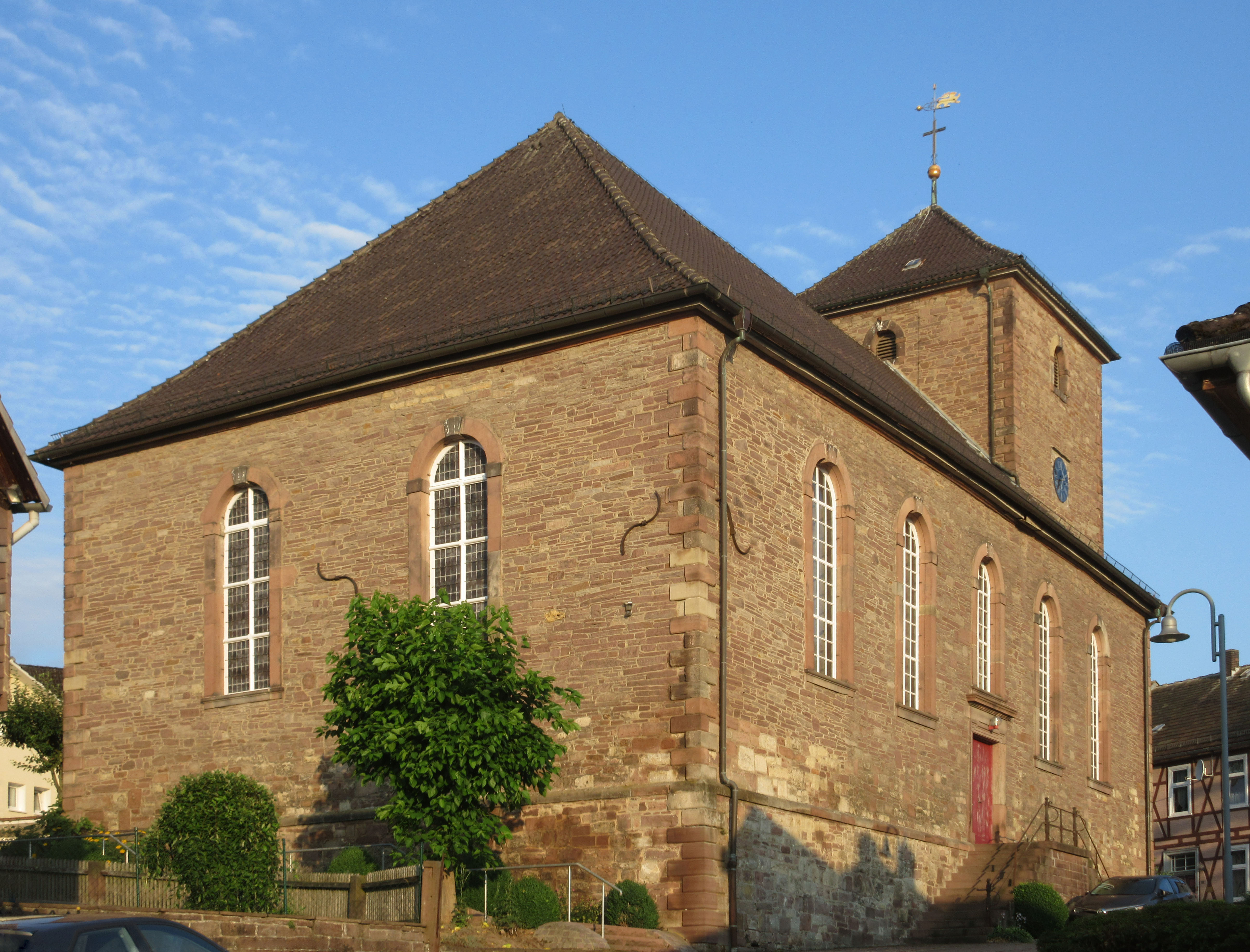
St. Martin

- St. MartinDie evangelisch-lutherische Kirchengemeinde gehört zum Kirchenkreis Holzminden-Bodenwerder. Ihr Kirchengebäude ist St. Martin von 1746.

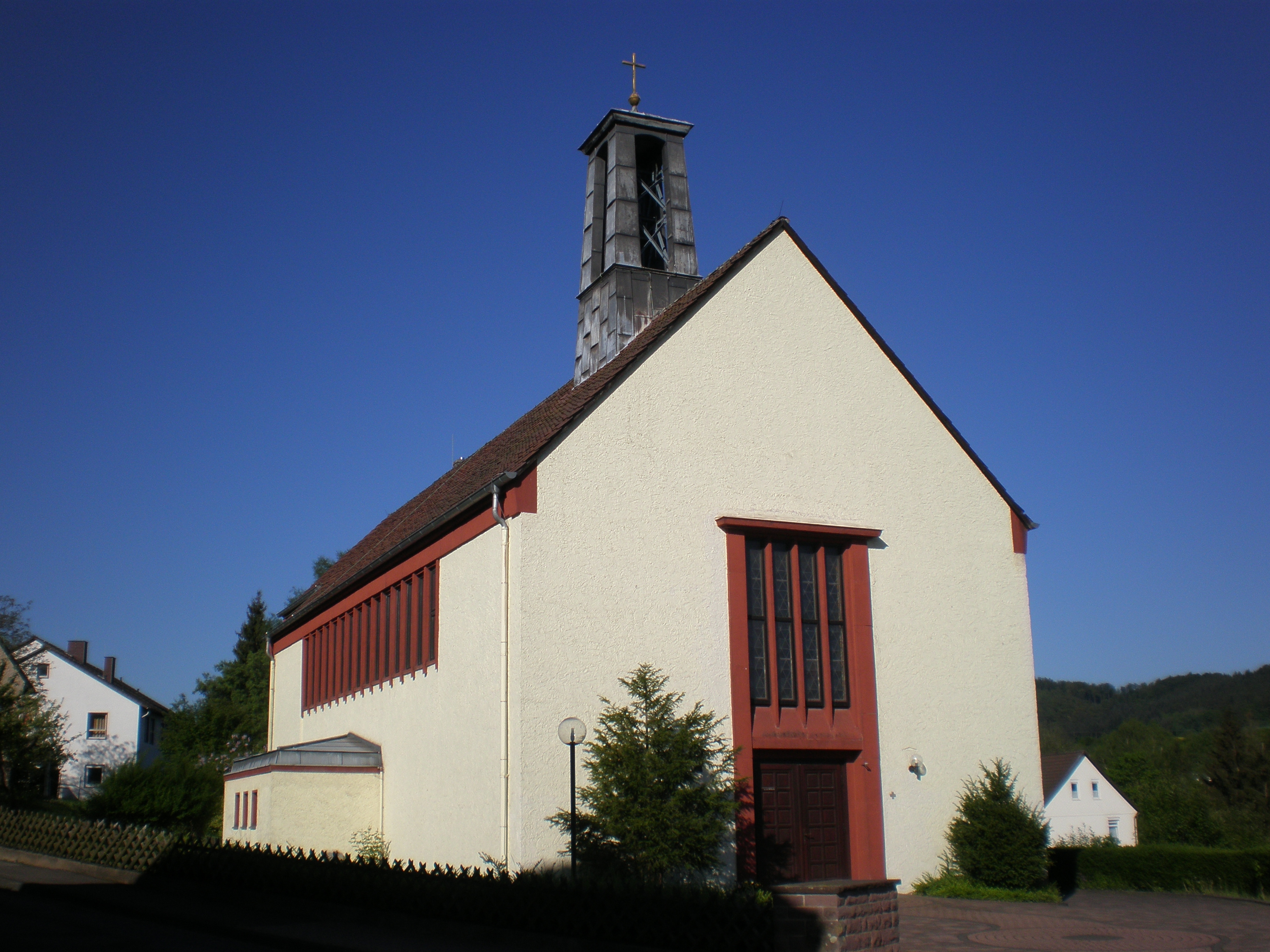
Heilige Familie

- Heilige FamilieKatholische Kirche Heilige Familie, 1954 von Josef Fehlig erbaut, Prälat-Beigel-Straße.
- Die Neuapostolische Kirche an der Straße Mühlentrift wurde 1974 eingeweiht, am 23. Juni 2019 fand dort der letzte Gottesdienst der bereits 1899 gegründeten neuapostolischen Gemeinde Eschershausen statt.[12]

## Politik

### Stadtrat
Der Rat der Stadt Eschershausen besteht aus 15 Ratsmitgliedern. Dies ist die festgelegte Anzahl für die Mitgliedsgemeinde einer Samtgemeinde mit einer Einwohnerzahl zwischen 3001 und 5000 Einwohnern. Die Ratsmitglieder werden durch eine Kommunalwahl für jeweils fünf Jahre gewählt.
Die letzten Kommunalwahlen ergaben direkt nach der Wahl die folgende Sitzverteilung:
| Kommunalwahl       | SPD | CDU | FDP | UWG | FUG | GRÜNE | WGE | Gesamt   |
| ------------------ | --- | --- | --- | --- | --- | ----- | --- | -------- |
| 12. September 2021 | 4   | 2   | 4   | –   | –   | 1     | 4   | 15 Sitze |
| 11. September 2016 | 6   | 4   | 4   | 1   | –   | –     | –   | 15 Sitze |
| 11. September 2011 | 7   | 6   | 2   | –   | –   | –     | –   | 15 Sitze |
| 10. September 2006 | 6   | 5   | –   | 2   | 2   | –     | –   | 15 Sitze |

Kontaktdaten von Bürgermeister, Stellvertreter und Öffnungszeiten der Stadtverwaltung:.
Mitglieder des Stadtrates:
Chronik der Bürgermeister:
seit 2023: Friedhelm Bandke (WGE)
2021–2023: Andreas Fischer (WGE)
2016–2021: Hermann Grupe (FDP)
2001–2016: Konrad Edelmann (CDU)
1996–2001: Helmuth Hesse (SPD)
1991–1996: Hartwig Vogelsang (CDU)
1976–1991: Heinz Sassin (SPD)
1973–1976: Karl Dörries (unabhängig, später SPD)
1970–1973: Reinhold Magnus (SPD)
1956–1970: Willi Schewe (SPD)
1946–1956: Wilhelm Kassebeere (SPD)
1945–1946: August Klages (SPD)
1945:      Hermann Müller (SPD)
1920–1945: August Elsner
1913–1919: Gustav Coenen
1909–1913: Oscar Eckel
1879–1909: August Peters
1853–1879: August Rustenbach
1828–1853: Carl Friedrich Conrad Freyenhagen von Rosenstern
ca. 1813–1824:      Johann Friedrich Karl Seulcke
1751–1797: Freiherr Conrad Grove
1750:      Klie
1749:      Heinrich Klages
Chronik der Stadtdirektoren:
seit 2023: Andreas Fischer
2019–2023: Jürgen Meyer
2011–2019: Wolfgang Anders
1992–2011: Friedrich Mönkemeyer
1982–1992: Hermann Gutacker
1949–1982: Fritz Lenke
1946–1949: August Klages (SPD)

### Wappen
| Wappen von Eschershausen | Blasonierung: „In Rot ein schreitender, blau bewehrter goldener Löwe, darunter der goldene unziale Großbuchstabe E.“ |
| Wappen von Eschershausen | Wappenbegründung: Klemens Stadler meint hierzu in seinem Buch: „Um 1500 entstanden ist das erste, seit 1550 belegte Siegel des damaligen Fleckens. Es zeigt ohne Schild über der im braunschweigischen Raum heraldisch häufigeren Initiale des Ortsnamens einen linkshin schreitenden Löwen. Diesen bezog man früher auf die Edelherren von Homburg, die wohl im 14. Jahrhundert Marktrechte verliehen hatten. Mit größerer Wahrscheinlichkeit ist aber der Löwe der welfische, da Eschershausen 1409 an die Braunschweiger Herzöge gekommen war. Im 17. Jahrhundert ließ man auch in den Siegeln den Buchstaben weg; der Löwe erschien fortan meistens gekrönt. Neuerdings kehrte man wieder zum ältesten Vorbild zurück und gab der Initiale die jetzige Gestaltung.“ |

### Flagge
|  | 00Hissflagge: „Die Flagge ist rot-gelb quergestreift mit dem aufgelegten Wappen in der Mitte.“ |

## Kultur und Sehenswürdigkeiten

### Museen
- Motorrad-Auto-Nostalgie-Museum, größte Sammlung von Motorrädern der Marke NSU. Wickensen, Amtshof.
- Museum Raabe-Haus von 1828, Raabestraße Nr. 5.
- Arbeitslagergedenkstätte Lenner-Lager, Lenne Bundesstraße 64 / Bohlweg.

### Bauwerke

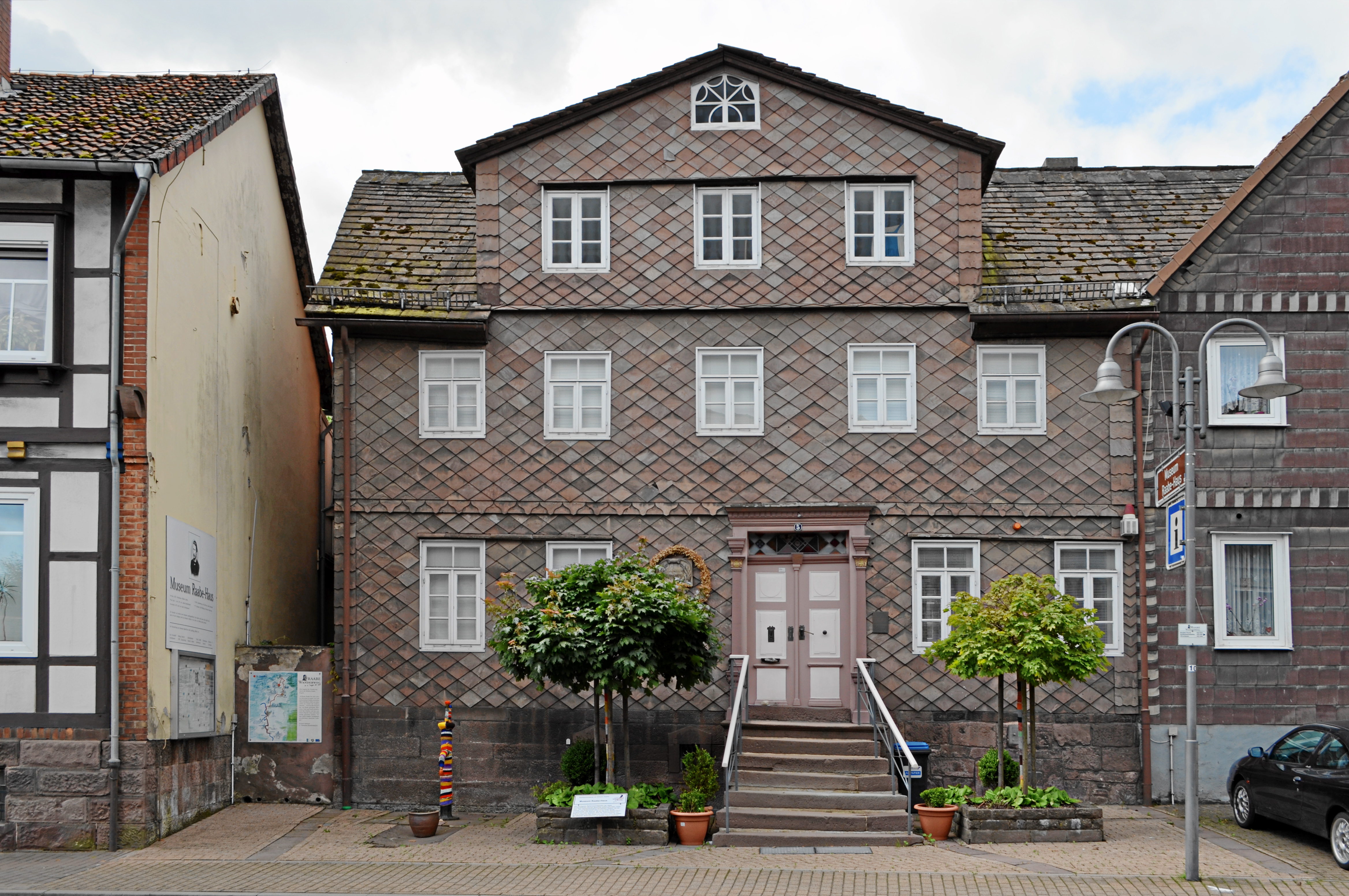
Geburtshaus von Wilhelm Raabe, erbaut 1828

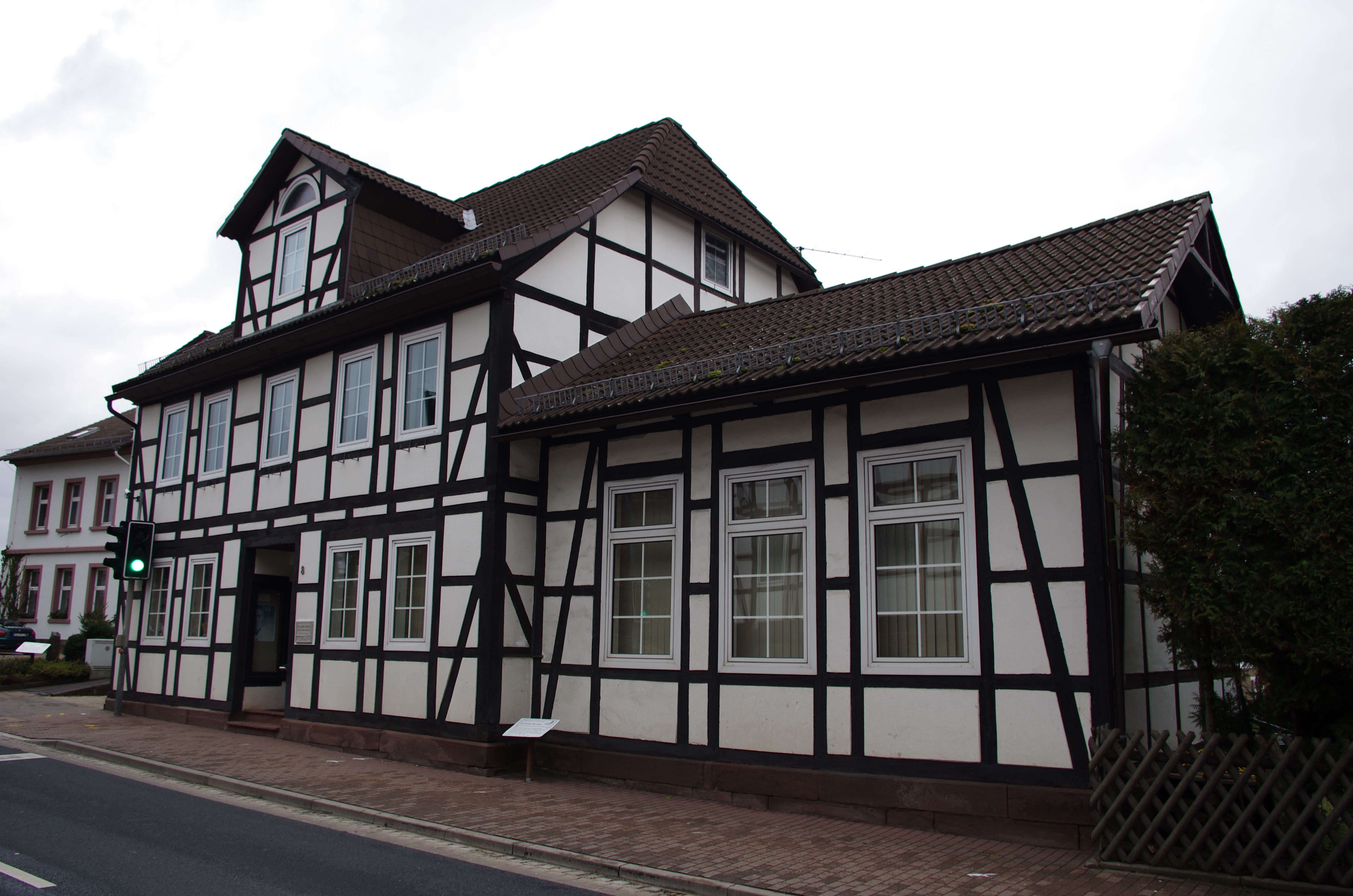
Geburtshaus von Otto Elster

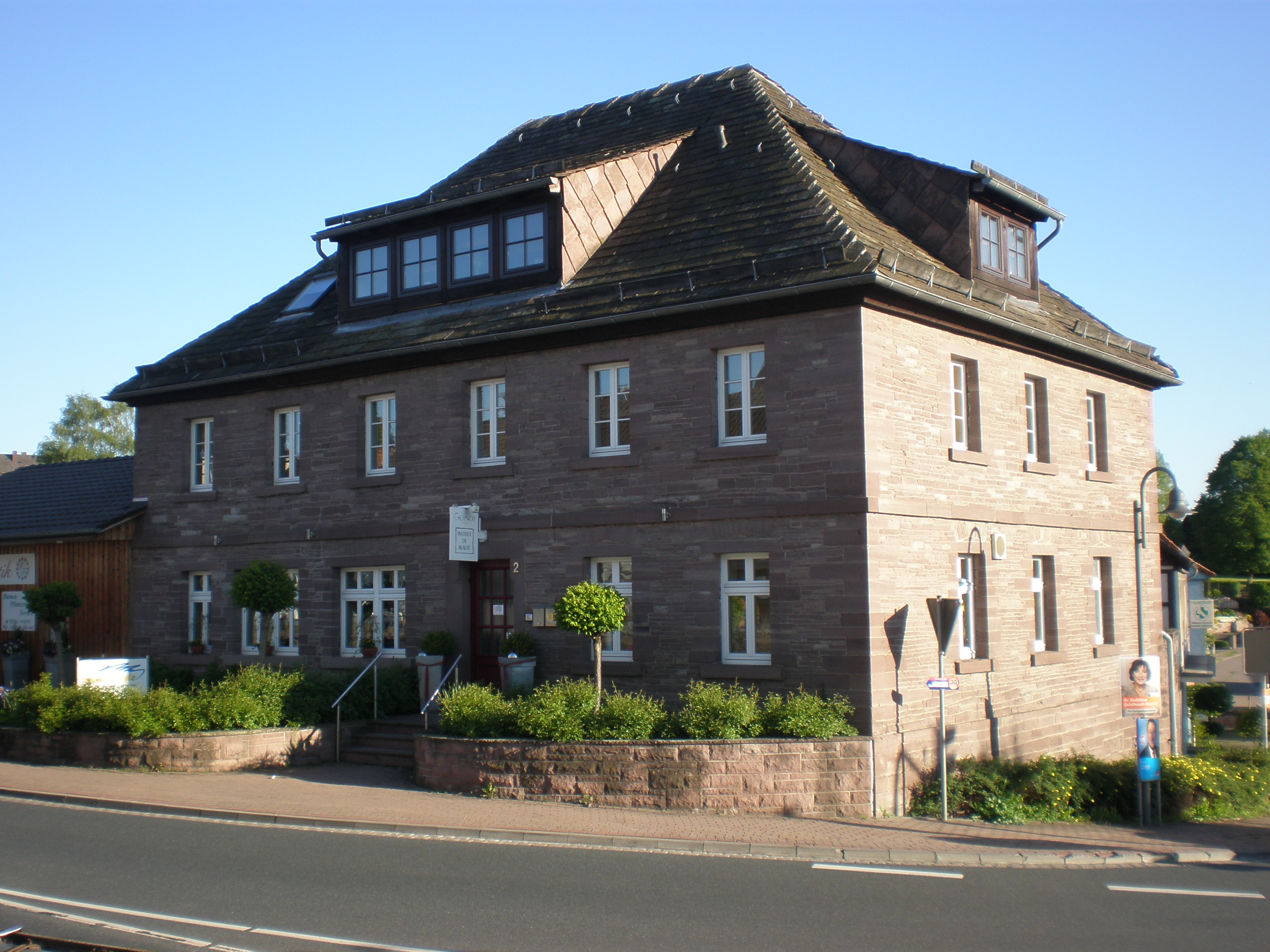
Brauhaus von 1844

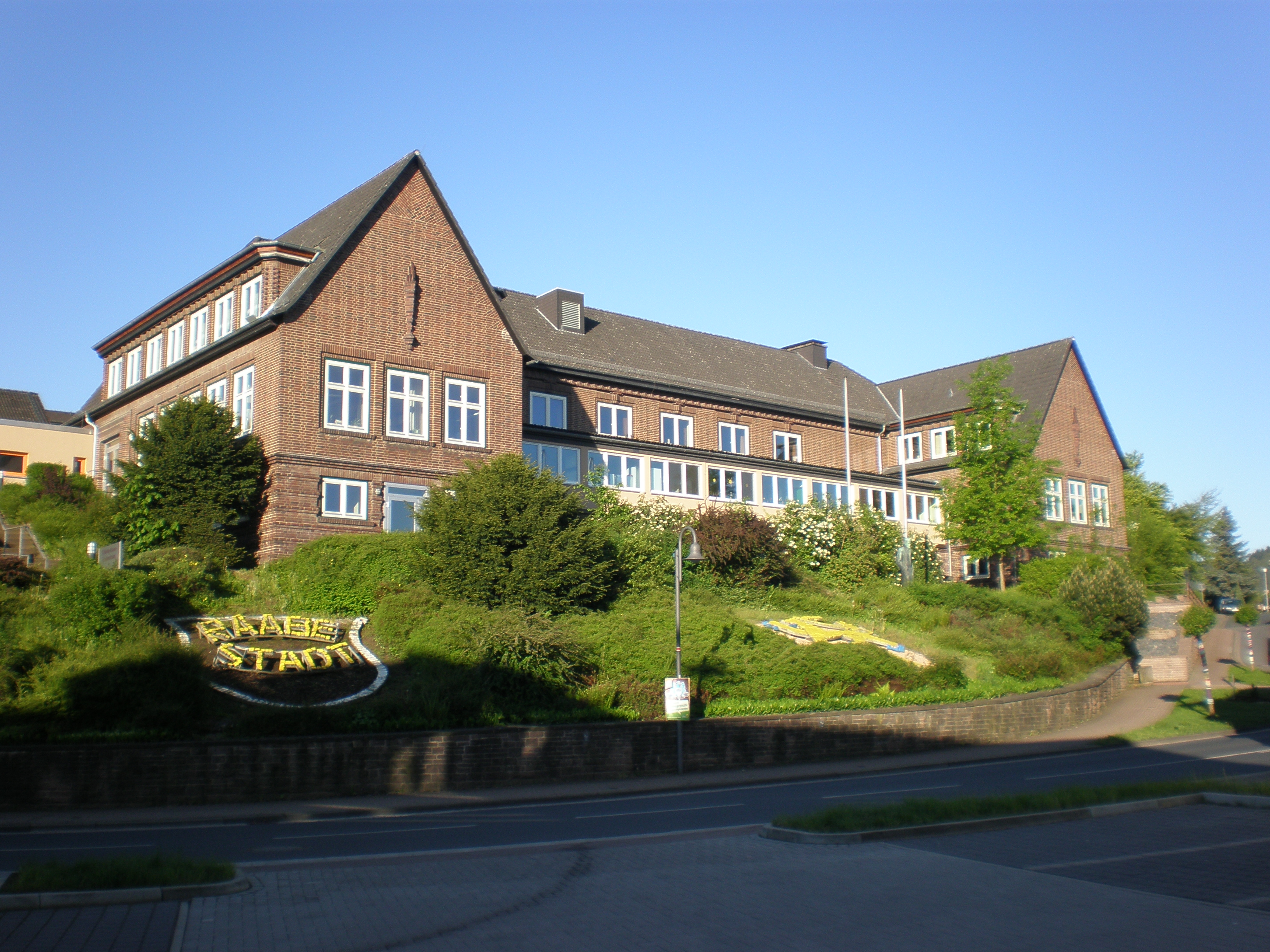
Wilhelm-Raabe-Schulzentrum, Grundschule

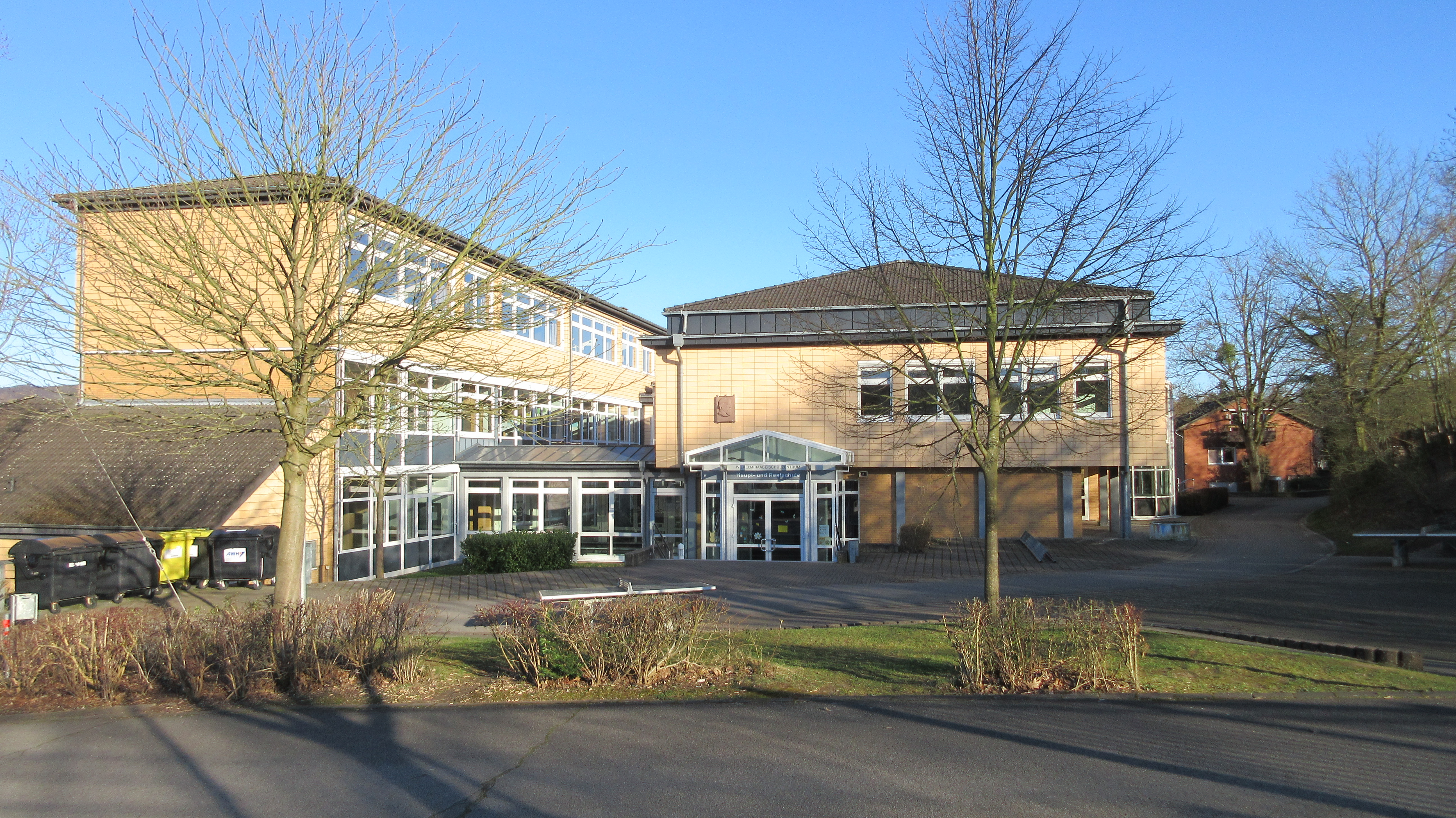
Wilhelm-Raabe-Schulzentrum

- Amtsgebäude Wickensen von 1542, Wickensen
- Fachwerkhaus von 1580, Driebe 1.
- Scheune von 1668, Alte Mühle 1.
- Worthbrücke von 1742 über die Lenne, Worthstraße
- Evangelisch-lutherische St.-Martin-Kirche von 1746.
- Rathaus von 1864, ehemals Bürgerschule, Raabestraße
- Haupt- und Realschule Eschershausen an der Jahnstraße
- Wilhelm-Raabe-Schulzentrum von 1930/31, Raabestraße[22]
- Katholische Heilige-Familie-Kirche von 1954, Prälat-Beigel-Straße/Goethestraße
- DRK Alters- und Pflegeheim 1962 bis 2012. Seit 2015 zentrale Flüchtlingsunterkunft im Landkreis. Arbeiter-Samariter-Bund: Place of Shelter and Chance.
- Kindergarten von 1965
- Feuerwehr von 2022/2024, Homburgstraße

### Denkmäler
- Bertoldi-Stein, ein Sühne- oder Gedenkstein aus rotem Sandstein, beidseitig mit einem gotischen Kreuz im Relief versehen. Die kreisförmige um das Motiv angeordnete Inschrift lautet „HIC FVIT INTERFECTVS H[er]MANN[us] PARV[us] F[ilius] B[er]TOLDI †“, darunter „ANNO DOM[ini] M CCC LXX“. In der Übersetzung: „Hier wurde Hermann, der kleine Sohn Bertolds, ermordet. Im Jahre des Herrn 1370.“ Der Stein ist seit 2003 bei der Kapelle im Ortsteil Scharfoldendorf aufgestellt, vorher stand er an der Straße nach Lüerdissen (B 240) in der Feldmark rechts, kurz hinter dem Ortsausgang Scharfoldendorf. In früheren Zeiten soll er dort in der Nähe „unter dem Halsgerichte“[23] bzw. auf dem „Galgenbrink“[24] gestanden haben.
- Henkerstein, ein Kreuzstein ebenfalls aus rotem Sandstein, auf der Vorderseite mit einem breiten lateinische Kreuz versehen. Unter dem linken Kreuzarm befindet sich das Relief eines Beils. Die Rückseite zeigt ein eingerilltes Kreuz. Das Alter ist nicht bekannt, aufgrund des beidseitigen Balkenkreuzes wird ein höheres Alter als das des Bertoldi-Steins vermutet. Das Beil als Symbol des mittelalterlichen Hoch- und Blutgerichtes steht sicherlich im Zusammenhang mit dem Hoch- und Halsgerichts des Gaues Wikanafelde.[25] Zum heutigen und früheren Standorten siehe unter Bertoldi-Stein.
- Denkmal von 1921 für die Gefallenen und Toten der Weltkriege, Marktplatz.
- Gedenkfriedhof Holzen von 1945, Siebenbachstraße
- Wilhelm-Raabe-Denkmal, Raabestraße. Einweihung am 8. September 1931.
- Eine vollständige Auflistung aller denkmalwürdigen Orte findet sich im niedersächsischen Denkmalatlas

### Vereine

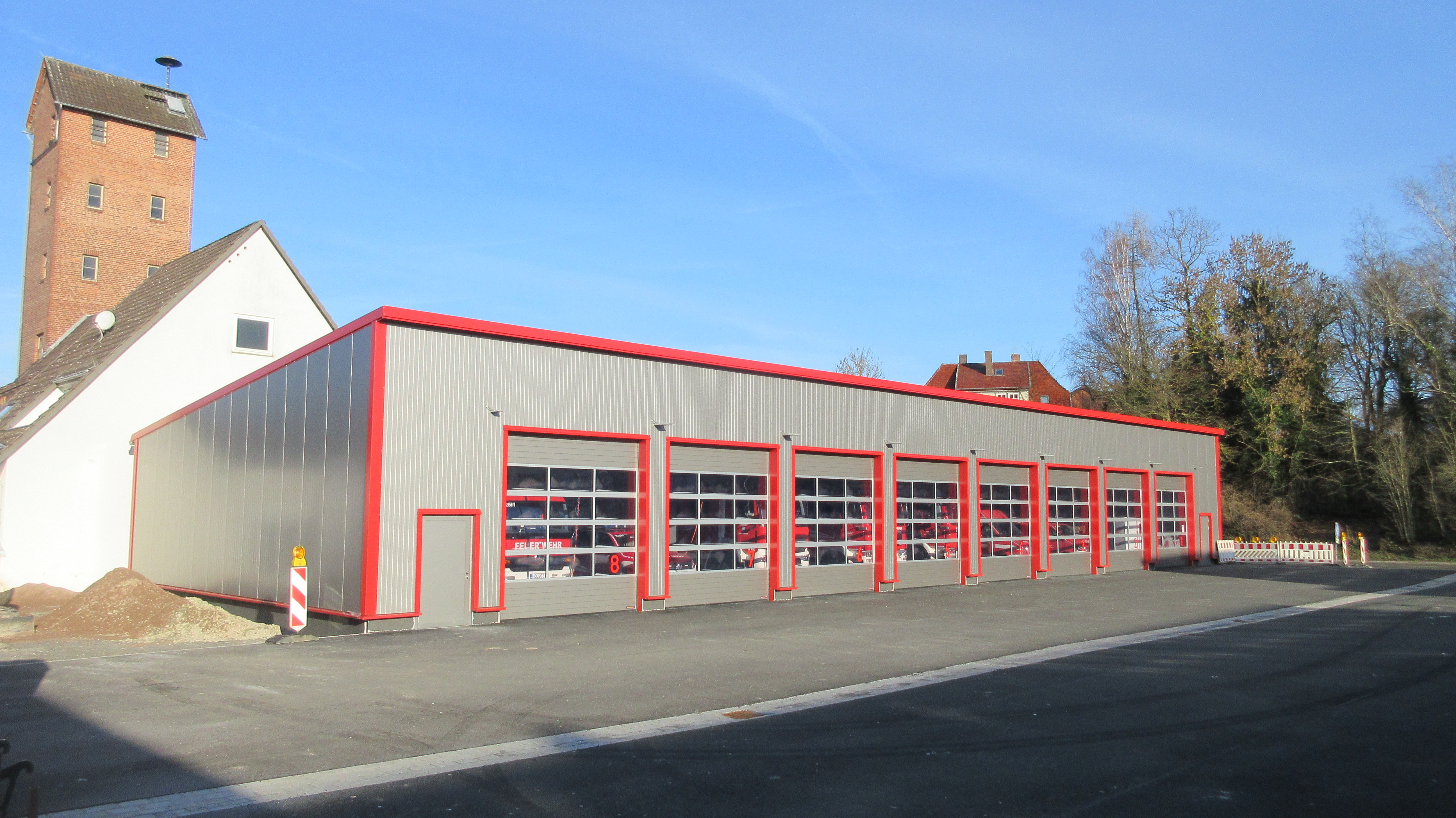
Fahrzeughalle der Freiwilligen Feuerwehr, 2022

Der Sportverein MTSV Jahn wurde 1864 gegründet und betreibt heute mehrere Sparten; die Freiwillige Feuerwehr Eschershausen im Jahr 1874, nachdem Herzog Wilhelm das Feuerhilfsgesetz erlassen hatte. Der Heimat- und Kulturverein wurde 1949 gegründet. Der Verein Johanni Eschershausen wurde 2011 auf Initiative der ansässigen Vereine gegründet, er organisiert das inzwischen überregional bekannte „Johanni Volks- und Schützenfest“, sowie Osterfeuer und Weihnachtsmarkt. Der Verein „Mehrgenerationenhaus Eschershausen e. V.“ wurde 2007 gegründet. Das Haus versteht sich als ein Nachbarschaftszentrum und ist das Mehrgenerationenhaus im Landkreis Holzminden. Die Kyffhäuserkameradschaft wurde 1873 gegründet (aufgelöst 2012), die Schützengesellschaft Eschershausen e. V. von 1896, der Sport-Schützen-Club Eschershausen e. V. von 1977. Der Schwimmverein Blau-Weiß gründete sich 1951, die Luftsportvereinigung Ithwiesen 2009 (als Luftsportgruppe seit 1930, als Luftsportverein Ith-Eschershausen seit 1950, ab 1956 Flugplatzgemeinschaft). Der Damen- und Männergesangverein jeweils wiedergegründet 1947, 1994 fusionierte zur Chorgemeinschaft bis 2022. Weitere Vereine sind der Tennisclub, der Schützenverein Scharfoldendorf e. V., der Reiterverein, der Motorsportclub Eschershausen e. V. von 1974, der Förderkreis der Haupt- und Realschule Eschershausen von 1967, der Verein Freibad Eschershausen e. V., die Raabegesellschaft Eschershausen, die Reservistenkameradschaft Homburg (1972 als Reservistenkameradschaft Eschershausen gegründet), und die Feuerwehrkameradschaft Eschershausen e. V. St. Florian.

## Wirtschaft und Infrastruktur

### Bildung
- Kindergarten Eschershausen „Die wilden Raben“, Am Kindergarten
- Grundschule Eschershausen, Wilhelm-Raabe-Schulzentrum, Raabestraße
- HRS Eschershausen, Wilhelm-Raabe-Schulzentrum, Jahnstraße

### Verkehr
Durch Eschershausen führen die Bundesstraße 64 und die Bundesstraße 240. Die von Bodenwerder kommende B 240 kreuzt sich im Ortskern mit der B 64 (Brauhaus-Kreuzung) und quert den Ith in Richtung Hannover, wo sie an der B 3 bei Eime endet. Da der Ith, mit 22 km Länge der längste Höhenzug Norddeutschlands, nur von zwei Straßen gequert wird, ist die steile Ithstraße mitsamt Haarnadelkurve sowohl die wichtigste Verkehrsanbindung des Landkreises Holzminden mit der Landeshauptstadt Hannover, als auch Verkehrshemmnis.
2016 erfolgte der Spatenstich für die Nordostumgehung (NOU): Verlegung der innerstädtisch verlaufenden B64 zu einer Ithparallele Scharfoldendorf-Wickensen.
Der Bahnhof Eschershausen lag an der Bahnstrecke Vorwohle–Emmerthal. Die Bahnstrecke ist mittlerweile abgebaut, das Bahnhofsgebäude ist jedoch noch erhalten. Auf ihrem Gleisbett verläuft jetzt der Lenne-Freizeitweg, vorzugsweise von Fahrradfahrern genutzt.

### Sportanlagen

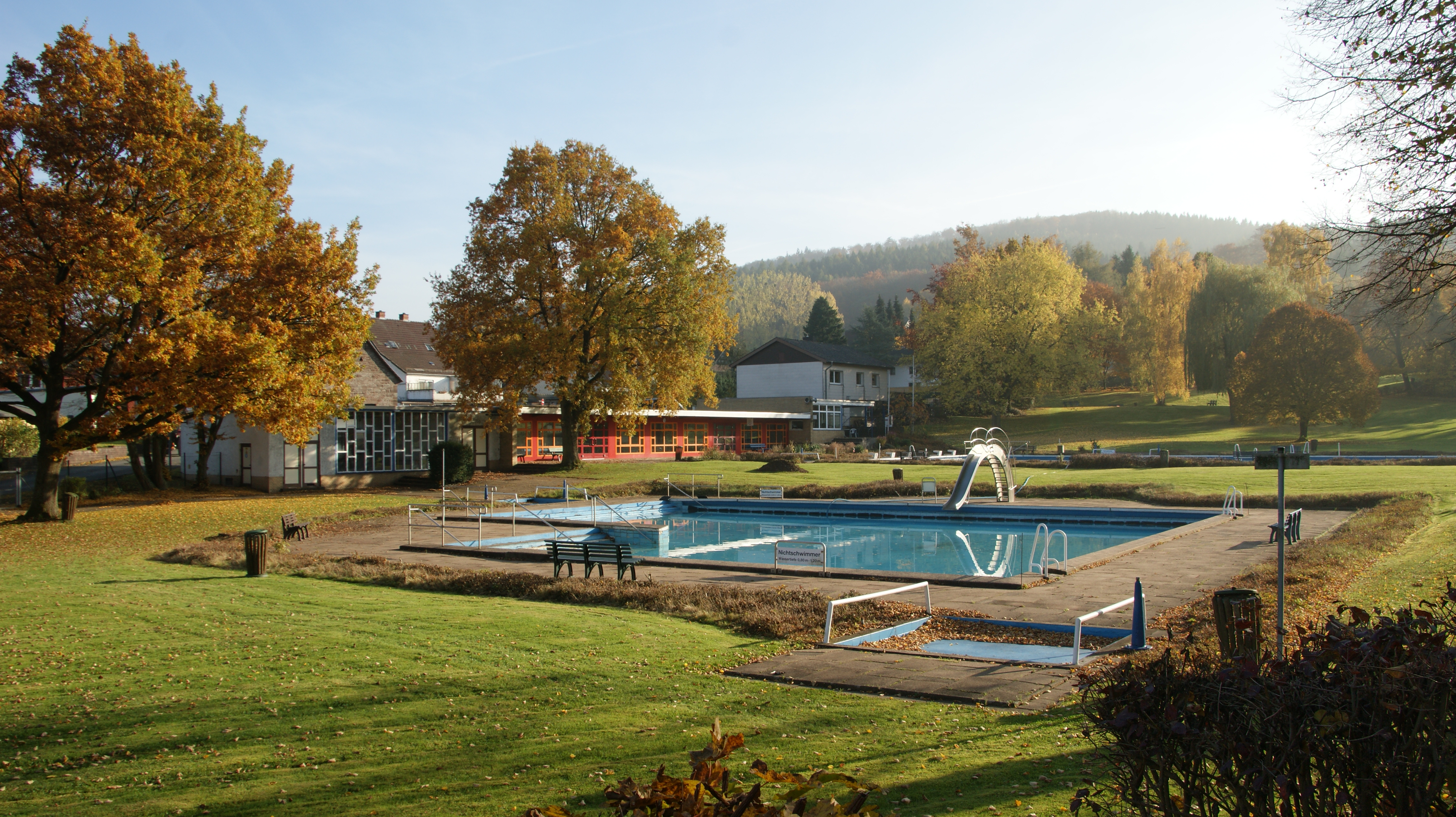
Mineralwasser-Freibad

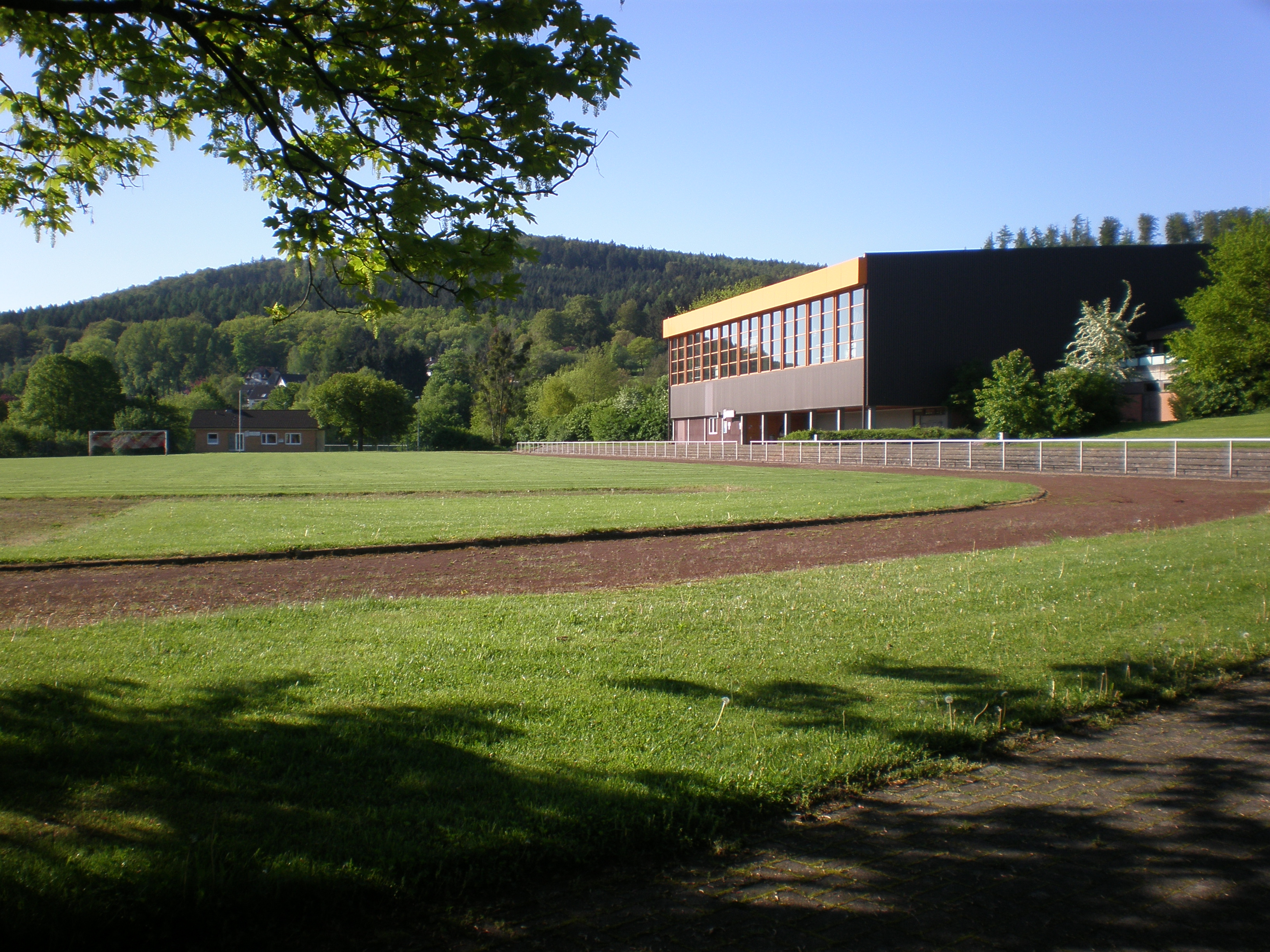
Sportplatz, Sporthalle

- Sportzentrum mit Mineralwasserfreibad (1928, erneuert 1965), Sportplatz, Sporthalle (erneuert 2023).

- Flugplatz (Ith), Kletterhalle (Ith).
- Radwege, Wanderwege, Tennisanlage, Schießsportanlagen, Kinderspielgeräte, Boule-/Boccia und Trimmgeräte im Stadtpark, Wassertretanlagen, Skateranlagen (Indoor & Outdoor).

### Ansässige Unternehmen
1873 erfolgte die Gründung der Deutschen Naturasphalt GmbH (DASAG), die Naturasphaltplatten herstellte. Ab 1997 gehörte das Unternehmen als Deutsche Asphalt  mit etwa 230 Mitarbeitern zur KANN-Gruppe und stellte Betonplatten her. 2004 fusionierte es mit der KANN GmbH Baustoffwerke in Bendorf-Mülhofen. Ende 2016 lief die Produktion in Eschershausen aus und die letzten 50 Mitarbeiter wurden entlassen.
1896 wurde die Buch- und Offsetdruckerei C. Bruns KG gegründet. 1925 fand die Inbetriebnahme eines Sägewerkes durch die Gebr. Haasper statt. Die 1951 gegründete Deutsche Schlauchboot GmbH gehört heute zur britischen Survitec-Gruppe und hat knapp 100 Mitarbeiter. 1957 gründete Rudolf Leibing das gleichnamige Fahrzeugbauunternehmen. Die PyCom GmbH & Co. KG ist führend bei Schulkreide und stellt Kreiden auf dem Ith her. Ursprünglich wurde das Unternehmen unter dem Namen Kreidefabrik Jürgen Knopf 1950 in Hehlen gegründet. Die Schott AG betreibt in Eschershausen ein Zweigwerk des Produktionsstandortes Grünenplan zur Fertigung von Spezialglas (früher Desag – Deutsche Spiegelglas AG).

## Persönlichkeiten

### Ehrenbürger
- Wilhelm Raabe (1831–1910), Schriftsteller, Ehrenbürgerschaft 1901 verliehen
- Hans Scheibert (1887–1969), Gründer der Deutschen Schlauchbootfabrik (DSB), Ehrenbürgerschaft 1967 verliehen

### Söhne und Töchter der Stadt
- Asche Burchard Karl Ferdinand von Campe (1803–1874), Staatsminister im Herzogtum Braunschweig
- Wilhelm Raabe (1831–1910), Schriftsteller
- Georg Bode (1838–1910), Jurist, Naturforscher und Historiker
- Otto Elster (1852–1922), Journalist, Historiker, Schriftsteller und Politiker
- Robert Rustenbach (1854–1909), Jurist und Heimatforscher
- Ludwig Kubel (1859–1940), Schriftsteller
- August Klages (1883–1968), Landtagsabgeordneter 1927–1933
- Hermann Grupe (* 1956), Politiker (FDP), Mitglied des Niedersächsischen Landtags
- Angelika Machinek (1956–2006), Segelfliegerin

### Träger der Raabeplakette der Stadt Eschershausen
Nach dem Vorbild der Haarmann-Plakette in Holzminden beschloss der Stadtrat 2001 die Verleihung der Wilhelm-Raabe-Plakette der Stadt Eschershausen an verdiente Mitbürger der Stadt. Dabei soll die Plakette die bis dahin bestehende Lücke zwischen Ehrenteller und der äußerst seltenen Ehrenbürgerschaft füllen.
- 2002: Kurt Schmalhoff. Posthum. Bürger Eschershausens. Ermöglichte durch ein Legat eine große Sanierung / Umgestaltung des Geburtshauses von einer Gedenkstätte zum Museum im Jahr 1999.
- 2003: Wolfgang Schultze, Politiker (SPD), Mitglied des Niedersächsischen Landtags
- 2004: Thomas Sporn, Ministerialdirigent der niedersächsischen Landesregierung
- 2006: Gerd Biegel, Historiker, Präsident der Internationalen Raabe-Gesellschaft e. V.
- 2008: Jürgen Gerling, Forstamtmann
- 2019: Klaus-Günther Maischack, langjähriger Vorsitzender und Gründungsvater Verein Freibad Eschershausen e. V.
- 2022: Ingrid Reuther, langjährige Vorsitzende Heimat und Kulturverein, Aktivität in Sport und Theater, Leiterin Fremdenverkehrsstelle und Museum Wilhelm-Raabe-Haus.
- 2023: Carsten Brand, langjähriger Leiter der Haupt- und Realschule Eschershausen.

Zudem verlieh die 1911 in Braunschweig gegründete Gesellschaft der Freunde Wilhelm Raabes der Stadt Eschershausen 1961 die Raabeplakette.